# دیو بسویک
دیو بسویک (انگلیسی: Dave Beswick؛ 18 June 1910 – 1991 (aged 81)) بازیکن فوتبال اهل بریتانیا بود.
از باشگاه‌هایی که در آن بازی کرده‌است می‌توان به باشگاه فوتبال استوک سیتی و باشگاه فوتبال والسال اشاره کرد.